# 444 f.Kr.

## Händelser

### Efter plats

#### Grekland
- De konservativa och demokratiska fraktionerna i Aten konfronterar varandra. De konservativas nye ambitiöse ledare, Thukydides, anklagar demokraternas ledare Perikles för slöseri och kritiserar det sätt på vilket Perikles lägger pengar på sina ambitiösa byggnadsplaner för staden. Thukydides lyckas till en början få ecklesians stöd. Perikles svarar med att vilja återbetala staden för alla utgifter ur egen ficka, på villkor att byggnadernas dedikationsinskriptioner blir i hans namn. Detta stöds av ecklesian, så Thukydides ansträngningar att avlägsna Perikles från makten går om intet.

## Födda
- Konon, atensk amiral (död 392 f.Kr.)
- Antisthenes, atensk filosof (död 365 f.Kr.)